# TALKMAN式 しゃべリンガル英会話
『TALKMAN式 しゃべリンガル英会話』は、2007年1月18日にソニー・コンピュータエンタテインメントが発売したゲームソフトで、英会話学習ゲーム。マイクロホン同梱版とソフト単体版の二種類が発売されている。

## ゲーム概要
プレイヤーは英語を話したり聞いたりして大抵の日常・旅行英会話ができるようになることがゲームの目的である。ゲーム感覚で手軽に英会話の学習ができる。

## ゲームモード
- トーキング

プレイヤーがお手本を聞いてマイクに向かって発音するとA・B・C・Dの四段階で評価される。お手本、練習、特訓、本番の順番で進んでいき、本番で上手にしゃべれるようになることが目的。場面は空港、ホテル、レストラン、ファーストフード、ショップ、日常会話、劇場などがある。
- リスニング

4つの英文が日本語字幕付きで読まれ、その後その中から1つがもう一回問題として読まれるので、その英文に合う日本語を選ぶ。プレイヤーが声を出すことはないので電車の中などでも英会話学習ができるのが特徴。